# ČSD S 499.0 sorozat
A ČSD S 499.0 sorozat és a ČSD S 499.1 sorozat egy csehszlovák villamosmozdony-sorozat volt. 1988 után a mozdonyok Szlovákiába kerültek ŽSSK 240 sorozat néven. 1968 és 1969 között összesen 145 db készült belőle a plzeňi Škoda Műveknél. Gyári típusjelzése Škoda 47E.
A mozdony érdekessége, hogy karosszériája fém helyett üvegszálas erősítésű műanyagból készült, ebből ered beceneve is: Laminátka. Az anyaghasználatot hivatalosan a súlycsökkentéssel indokolták, valódi oka valószínűleg a szocialista rendszerre jellemző hiánygazdaság során fellépő anyaghiányban és nagy mennyiség minél gyorsabb előállításában keresendő.[forrás?]